# Ultimi Scopuli
Ultimi Scopuli é uma região próxima ao pólo sul de Marte. Essa região se caracteriza pelo grande número de scopuli (lóbulos ou escarpas irregulares).
A parte mais ao norte da região foi o local de aterrissagem da mal sucedida sonda Mars Polar Lander em 1999.